# Rudi Skočir
Rudi Skočir, slovenski slikar in ilustrator, * 6. april 1951, Kamno.
Po končani osnovni šoli v Kobaridu je zaključil Gimnazijo Jurija Vege v Idriji. Leta 1977 je diplomiral na Akademiji za likovno umetnost v Ljubljani, kjer je nato nadaljeval študij na specializaciji za slikarstvo pri profesorjih Janezu Berniku, Kiarju Mešku in Štefanu Planincu. Leta 1996 se je študijsko izpopolnjeval v Cité Internationale des Arts v Parizu. 
Uveljavil se je s svojim delom na področjih slikarstva, grafike, vitraža, zidnih tehnik in kot ilustrator knjig za mladino in odrasle. Za svoje delo je prejel šestnajst nagrad in priznanj v Sloveniji in tujini. Doslej je poleg periodičnega tiska ilustriral triinpetdeset samostojnih literarnih del, razstavljal je na 104 samostojnih razstavih in sodeloval na preko 200 skupinskih razstavah, likovnih delavnicah in simpozijih doma in po svetu.
Je član Zveze društev slovenskih likovnih umetnikov, član Društva likovnih umetnikov severne primorske in član ilustratorske Sekcije ZSDLU Slovenije. Kot samostojni kulturni ustvarjalec živi in dela v Žibršah nad Logatcem. Je tudi ilustrator.